# Домінік Гайнріх
Домінік Гайнріх (нім. Dominique Heinrich; нар. 31 липня 1990, м. Відень, Австрія) — австрійський хокеїст, захисник. Виступає за «Ред Булл» (Зальцбург) в Австрійській хокейній лізі. 
Вихованець хокейної школи «Вінер Айслевен». Виступав за «Вінер Айслевен», «Ред Булл» (Зальцбург).
В чемпіонатах Австрії — 152 матчі (17+25), у плей-оф — 53 матчі (4+3).
У складі національної збірної Австрії учасник чемпіонатів світу 2012 (дивізіон I), 2014 (дивізіон I) і 2015. У складі молодіжної збірної Австрії учасник чемпіонатів світу 2009 (дивізіон I) і 2010. У складі юніорської збірної Австрії учасник чемпіонату світу 2008 (дивізіон I).
Досягнення
- Чемпіон Австрії (2010, 2011, 2015), срібний призер (2009)
- Володар Європейського трофея (2012)
- Володар Континентального кубка (2010), срібний призер (2011).